# Promet na vodi
Promet na vodi odvija se na svim vodenim površinama: na moru, jezerima i rijekama.

Prednost tog prometa je u ogromnoj nosivosti i jeftinoći.

## Vanjske poveznice
- Pomorski promet Hrvatska tehnička enciklopedija, portal hrvatske tehničke baštine. LZMK

- Promet unutarnjim vodama Hrvatska tehnička enciklopedija, portal hrvatske tehničke baštine. LZMK

- Riječno ili unutarnje brodarstvo Hrvatska tehnička enciklopedija, portal hrvatske tehničke baštine. LZMK